# Умукли дефови
Умукли дефови је југословенски музички телевизијски филм из 1969. године. Режирао га је Чедомир Мацура а сценарио је написао Борислав Вукић.

## Улоге
| Глумац                | Улога |
| --------------------- | ----- |
| Софка Николић         |       |
| Милан Ђоковић         |       |
| Федор Ханжековић      |       |
| Станоје Јанковић      |       |
| Миодраг Јашаревић     |       |
| Жарко Милановић       |       |
| Михајло Петров        |       |
| Радомир Раша Плаовић  |       |
| Александар Шишић      |       |
| Виктор Старчић        |       |
| Зденка Жикова         |       |
| Милутин Тине Живковић |       |
| Радојка Живковић      |       |